# Agencie, podaj łapę
Agencie, podaj łapę (ang. See Spot Run) – amerykańsko-australijska komedia z 2001 roku w reżyserii Johna Whitesella. Wyprodukowana przez Warner Bros.

## Opis fabuły
Pies, specjalista od wykrywania narkotyków, pogryzł szefa mafii Sonny'ego. Opiekun czworonoga, agent Murdoch, korzysta z programu ochrony świadków, by ukryć zwierzaka. On jednak ucieka i zaprzyjaźnia się z listonoszem Gordonem (David Arquette). Mężczyzna nie wie, że to początek jego kłopotów.

## Obsada
- David Arquette jako Gordon Smith
- Angus T. Jones jako James
- Michael Clarke Duncan jako Murdoch
- Paul Sorvino jako Sonny Talia
- Leslie Bibb jako Stephanie
- Anthony Anderson jako Benny „Benjamin”
- Sarah Jane Redmond jako agentka Sharp
- Joe Viterelli jako Gino
- Steve Schirripa jako Arliss
- Kavan Smith jako Ricky

i inni